# Jesper Worre
Jesper Worre (Frederiksberg, 5 de junio de 1959) es un deportista danés que compitió en ciclismo en las modalidades de pista, especialista en la prueba de persecución individual, y ruta.
Ganó tres medallas en el Campeonato Mundial de Ciclismo en Pista entre los años 1986 y 1988.
En carretera su mayor éxito es la victoria en una etapa de la Vuelta a España 1990.

## Medallero internacional
| Campeonato Mundial | Campeonato Mundial                | Campeonato Mundial | Campeonato Mundial         |
| Año                | Lugar                             | Medalla            | Competición                |
| ------------------ | --------------------------------- | ------------------ | -------------------------- |
| 1986               | Colorado Springs (Estados Unidos) | Medalla de bronce  | Persecución individual (P) |
| 1987               | Viena (Austria)                   | Medalla de plata   | Persecución individual (P) |
| 1988               | Gante (Bélgica)                   | Medalla de bronce  | Persecución individual (P) |

## Palmarés
| 1983 - Giro del Veneto 1984 - 1 etapa en la Tirreno-Adriático 1985 - 1 etapa en la Vuelta a Dinamarca 1986 - Vuelta a Dinamarca | 1988 - Vuelta a Suecia, más 2 etapas - Tour de las Américas 1990 - 1 etapa en la Vuelta a España 1991 - 1 etapa en la Vuelta a Argentina |